# Ариас, Карлос Эрвин
Карлос Эрвин Ариас (исп. Carlos Erwin Arias; 27 апреля 1980, Санта-Крус, Боливия) — боливийский футболист, вратарь. Сыграл 41 матч за национальную сборную Боливии.

## Клубная карьера
Ариас начал свою карьеру в боливийском клубе «Блуминг», где провел 9 сезонов, дважды за это время побывав в аренде в клубе «Стронгест».
В 2008 году перебрался в другой боливийский клуб — «Боливар», где провёл 2 сезона и сыграл 75 матчей.
С 2010 по 2011 год являлся игроком нетанийского «Маккаби».
4 августа 2011 перешёл в испанскую «Кордову». Провёл в этой команде год, не сумев закрепиться в основном составе. В 2012 году Ариас вернулся в Боливию и подписал контракт с клубом «Ориенте Петролеро».

## Карьера в сборной
Карлос Эрвин является вратарём национальной сборной Боливии с 2001 года, проведя за это время 36 матчей. Стал одним из героев стартового матча Кубка Америки 2011 года против хозяев первенства, сборной Аргентины. Ариас несколько раз спас свою команду от опаснейших ударов соперника. В итоге, Боливия сумела сыграть с Аргентиной вничью 1:1. Во втором матче против сборной Коста-Рики, при счёте 0:1, Ариас отразил пенальти. Однако это не спасло от поражения боливийцев со счётом 0:2.

## Достижения

### Командные
- Чемпион Боливии (5): 1998, 1999, 2003 (А), 2003 (К), 2009 (А)

### Личные
- Лучший вратарь чемпионата Израиля: 2010/11[4]